# Roberta Maxwell
Roberta Maxwell (Toronto, Ontario, 17 de junio de 1941) es una actriz canadiense.

## Biografía
Roberta Maxwell se inició en el mundo de la escena a la edad de 12 años. Trabajó durante dos años con John Clark como la coanfitriona  de su programa de televisión Junior Magazine para CBC Television. Actuó por primera vez en el Stratford Shakespeare Festival en 1956.
Interpretó a Ursula en Mucho ruido y pocas nueces, a Lady Ana en Ricardo III, a Olivia en Noche de reyes y a Anne Page en Las alegres comadres de Windsor, antes de trasladarse a Inglaterra, donde pasó tres años en el repertorio. Debutó en los teatros del West End con Robert Morley y Molly Picon en A Majority of One.
En 1982 interpretó el papel de Rosalind en el Stratford Shakespeare Festival en la representación teatral de Shakespeare Como gustéis, una producción que fue emitida en la televisión canadiense en 1983. En 2011 interpretó a la duquesa de York  en Ricardo III.
Debutó en Broadway con La plenitud de la señorita Brodie en 1968, pasando a cinco obras más con el Guthrie Theatre. En 1974 volvió a Broadway para interpretar el papel de Jill en Equus, protagonizada por Anthony Hopkins.
Esas y muchas más obras de teatro, la llevaron a una exitosa carrera en el cine y en la televisión. Fue especialmente elogiada por su interpretación de  Lavinia en la adaptación de la PBS de la obra de teatro A Electra le sienta bien el luto. En 2009 y en 2010 apareció en dos episodios de la serie de Syfy, Almacén 13.

## Filmografía
| Año  | Título                  | Papel                       | Notas |
| ---- | ----------------------- | --------------------------- | ----- |
| 1968 | A Great Big Thing       | Eve                         |       |
| 1979 | Rich Kids               | Barbara Peterfreund         |       |
| 1980 | Al final de la escalera | Eva Lingstrom               |       |
| 1980 | Popeye                  | Nana Oyl                    |       |
| 1986 | Psycho III              | Tracy                       |       |
| 1989 | Kingsgate               |                             |       |
| 1993 | Philadelphia            | Juez Tate                   |       |
| 1995 | Dead Man Walking        | Lucille Poncelet            |       |
| 1997 | Fall                    | Joan Alterman               |       |
| 1997 | The Postman             | Irene March                 |       |
| 1998 | Last Night              | Miss Wheeler                |       |
| 1999 | Water Damage            | Doctora Winfrey             |       |
| 2001 | Full Disclosure         | Sarah Archer                | Vídeo |
| 2005 | Brokeback Mountain      | Madre de Jack               |       |
| 2007 | The Killing Floor       | Miss Alimet (sin acreditar) |       |
| 2014 | Hungry Hearts           | Anne                        |       |
| 2014 | What We Have            | Rosemary                    |       |
| 2015 | Stranger in the House   | Alice                       |       |
| 2015 | Unearthing              | Mary Hart                   |       |
| 2020 | Percy                   | Louise Schmeiser            |       |

| Año       | Título                                         | Papel                        | Notas                                     |
| --------- | ---------------------------------------------- | ---------------------------- | ----------------------------------------- |
| 1960      | Just Mary                                      | (voz)                        | Serie de televisión                       |
| 1962      | Emergency-Ward 10                              | Nurse Merritt                | 2 episodios                               |
| 1965      | Festival                                       | Ria Hennessy                 | Episodio: "A Cheap Bunch of Nice Flowers" |
| 1974      | A Touch of the Poet                            | Sara Melody                  | Telefilm                                  |
| 1974      | Great Performances                             | Clara                        | Episodio: "The Widowing of Miss Holroyd"  |
| 1974      | Another World                                  | Barbara Weaver               | Serie de televisión                       |
| 1976      | The Other Side of Victory                      |                              | Telefilm                                  |
| 1978      | For the Record                                 | Carol                        | Episodio: "A Matter of Choice"            |
| 1978      | Mourning Becomes Electra                       | Lavinia Mannon               | Miniserie de televisión                   |
| 1982      | Lois Gibbs and the Love Canal                  | Mary Belinski                | TV movie                                  |
| 1982      | Faerie Tale Theatre                            | Griselda / Reina Beatrice    | Episodio: "The Tale of the Frog Prince"   |
| 1983      | As You Like It                                 | Rosalind                     | Telefilm                                  |
| 1983      | Special Bulletin                               | Diane Silverman              | Telefilm                                  |
| 1984      | St. Elsewhere                                  | Señora de los gatos          | Episodio: "Hello, Goodbye"                |
| 1986-1987 | Air Waves                                      | Jean Lipton                  | 26 episodios                              |
| 1988      | All My Children                                | Nanny Judith                 | Serie de televisión                       |
| 1989      | Great Performances                             | Miss Webb                    | Episodio: "Our Town"                      |
| 1989      | The Equalizer                                  |                              | Episodio: "Heart of Justice"              |
| 1989      | The Hitchhiker                                 | Marybeth                     | Episodio: "The Dying Generation"          |
| 1996      | We the Jury                                    | Lydia Bosco                  | Telefilm                                  |
| 1996      | Mistrial                                       | Juez Friel                   | Telefilm                                  |
| 1997      | When Innocence Is Lost                         | Cynthia Adams                | Telefilm                                  |
| 1997      | Liberty!                                       | Mercy Otis Warren            | Miniserie de televisión                   |
| 1998      | As the End of the Day: The Sue Rodriguez Story | Doe                          | Telefilm                                  |
| 1999      | Shadow Lake                                    |                              | Telefilm                                  |
| 1999      | Too Rich: The Doris Duke Story                 | Myra                         | Telefilm                                  |
| 1999      | Forget Me Never                                |                              | Telefilm                                  |
| 1999      | Twice in a Lifetime                            | Eloise Hawke / Eileen Kotter | Episodio: "School's Out"                  |
| 2000      | Law & Order                                    | Teresa Brewster              | Episodio: "Collision"                     |
| 2000      | The Outer Limits                               | Miss Reynolds                | Episodio: "Inner Child"                   |
| 2000      | Life in a Day                                  | Carla Jennings               | TV movie                                  |
| 2000      | The Dinosaur Hunter                            | Julia de adulta              | Telefilm                                  |
| 2001      | What Makes a Family                            | Claire                       | Telefilm                                  |
| 2002      | Scar Tissue                                    | Mora Carlisle-Nevsky         | Telefilm                                  |
| 2002      | Benjamin Franklin                              | Deborah Read Franklin        | Documental de televisión                  |
| 2003      | The Atwood Stories                             | Lois                         | Episodio: "Death by Landscape"            |
| 2004      | Gracie's Choice                                | Jueza                        | Telefilm                                  |
| 2005      | Vinegar Hill                                   | Madre de Ellen               | Telefilm                                  |
| 2005      | Riding the Bus with My Sister                  | Valerie                      | Telefilm                                  |
| 2005      | Queer as Folk                                  | Abogada de Michael           | Episodio: "5.3"                           |
| 2006      | Booky Makes Her Mark                           | Tía Aggie                    | Telefilm                                  |
| 2006      | The Mermaid Chair                              | Nelle                        | Telefilm                                  |
| 2009      | Warehouse 13                                   | Rebecca St. Clair            | Episodio: "Burnout"                       |
| 2010      | Warehouse 13                                   | Rebecca St. Clair            | Episodio: "Where and When"                |
| 2010      | Rookie Blue                                    | Marie D'Abramo               | Episodio: "Bullet Proof"                  |

| Año       | Título                             | Papel               | Notas                           |
| --------- | ---------------------------------- | ------------------- | ------------------------------- |
| 1958      | Two Gentlemen of Verona            | Ursula              |                                 |
| 1968      | The Prime of Miss Jean Brodie      | Various             | Suplente: Hermana Helena, Sandy |
| 1968-1969 | The House of Atreus                | Handmaiden / Chorus |                                 |
| 1968-1969 | El resistible ascenso de Arturo Ui | Betty Dullfeet      |                                 |
| 1969      | King Henry VI                      | Katherine           |                                 |
| 1970      | Othello                            | Desdemona           |                                 |
| 1970      | Hay Fever                          | Sorel Bliss         |                                 |
| 1972      | There's One in Every Marriage      | Lucienne            |                                 |
| 1973      | The Plough and the Stars           | Nora Clitheroe      |                                 |
| 1973      | The Merchant of Venice             | Jessica             |                                 |
| 1974-1977 | Equus                              | Jill Mason          |                                 |
| 1977      | The Merchant                       | Portia Contarini    |                                 |
| 1988-1989 | Our Town                           | Miss Webb           |                                 |
| 1996      | Summer and Smoke                   | Miss Winemiller     |                                 |

## Premios y reconocimientos
- 1970: Premio Obie, Whistle in the Dark
- 1971: Premio Drama Desk, Slag (primera obra de David Hare)
- 1977: Premio Obie, Ashes (con Brian Murray para Joseph Papp y Manhattan Theatre Club)